# Lotta Udnes Weng
Pour les articles homonymes, voir Weng.
Lotta Udnes Weng, née le 29 septembre 1996, est une fondeuse norvégienne.

## Carrière
Sa carrière junior est jalonnée de succès, commençant par une médaille d'argent individuelle du sprint aux mondiaux 2014.
Lotta Udnes Weng fait ses débuts en Coupe du monde en mars 2015 à Drammen, sans passer Les qualifications du sprint. Elle marque ses premiers points dès le début de la saison 2016-2017 au mini-Tour de Lillehammer (22e du cinq kilomètres libre). Elle est ensuite présente au Tour de ski. Déjà plusieurs fois médaillée aux Championnats du monde junior, elle ajoute le titre mondial des moins de 23 ans au skiathlon. Elle finit cette saison par une place de demi-finaliste au sprint de Drammen (12e).
En 2018-2019, la fondeuse signe ses premiers top dix, atteignant sa première finale en sprint à Val Müstair (6e). Elle obtient une sélection aux Championnats du monde de Seefeld, où elle est 32e du sprint.

## Famille
Elle est la sœur jumelle de Tiril Udnes Weng et cousine d'Heidi Weng, toutes aussi fondeuses.

## Palmarès

### Championnats du monde
| Épreuve / Édition     | Sprint | Sprint                           | 10 km                            | 10 km     | Poursuite 2 × 7,5 km | 30 km | Relais | Relais   |
| Épreuve / Édition     | libre  | classique                        | libre                            | classique | Poursuite 2 × 7,5 km | 30 km | Sprint | 4 × 5 km |
| Mondiaux 2019 Seefeld | 32e    | Épreuve inexistante à cette date | Épreuve inexistante à cette date | —         | —                    | —     |        | —        |

Légende :
- : pas d'épreuve
- — : Non disputée

### Coupe du monde
- Meilleur classement général : 35e en 2019.
- 1 podium en épreuve individuelle : 1 deuxième place.
- 2 podiums en épreuve par équipes mixte : 1 victoire et 1 troisième place.

#### Courses par étapes
- 2 podiums d'étape dont 1 victoire.
  - Tour de ski : 2 podiums d'étape dont 1 victoire.

##### Victoires d'étapes
| Date           | Lieu          | pays   | Compétition | Discipline |
| -------------- | ------------- | ------ | ----------- | ---------- |
| 6 janvier 2023 | Val di Fiemme | Italie | Tour de Ski | SP TC      |

Légende :

TC = classique

TL = libre

MS = départ en masse

HS = départ avec handicap

PU = poursuite
| Saison / Épreuve | Saison / Épreuve | Général | Général | Distance | Distance | Sprint | Sprint | Tour de ski depuis 2007 | Finales / Ski Tour Canada depuis 2008 | Nordic Opening depuis 2011 |
| ---------------- | ---------------- | ------- | ------- | -------- | -------- | ------ | ------ | ----------------------- | ------------------------------------- | -------------------------- |
| Saison / Épreuve | Saison / Épreuve | Class.  | Points  | Class.   | Points   | Class. | Points | Tour de ski depuis 2007 | Finales / Ski Tour Canada depuis 2008 | Nordic Opening depuis 2011 |
| 2017             | 2017             | 64e     | 64      | 51e      | 42       | 50e    | 22     | Abandon                 |                                       | 39e                        |
| 2018             | 2018             | 68e     | 50      | -        | -        | 40e    | 50     |                         |                                       |                            |
| 2019             | 2019             | 35e     | 181     | 41e      | 68       | 28e    | 113    | Abandon                 | Abandon                               | 36e                        |

### Championnats du monde des moins de 23 ans
- Utah 2017 :
  - Médaille d'or au skiathlon.

### Championnats du monde junior
- Val di Fiemme 2014 :
  - Médaille d'argent en sprint.
  - Médaille de bronze en relais.
- Almaty 2015 :
  - Médaille d'or en relais.
- Rasnov 2016 :
  - Médaille d'argent en sprint.
  - Médaille d'argent en relais.
  - Médaille d'argent au cinq kilomètres classique.

### Festival olympique de la jeunesse européenne
- Médaille de bronze du relais mixte en 2013.

### Coupe de Scandinavie
- 2e du classement général en 2018.
- 1 victoire.

### Championnats de Norvège
- Titrée en sprint en 2019.